# Vũ Bá Đông
Vũ Bá Đông (sinh 1989) là một nam vận động viên Sport Aerobic người Việt Nam. Tại Đại hội Thể thao Thế giới (World Games) 2013, anh cùng với đồng đội Trần Thị Thu Hà đã giành được Huy chương Vàng ở nội dung đôi nam nữ.

## Sự nghiệp thể thao
Vũ Bá Đông sinh ngày 7 tháng 1 năm 1989 tại Hải Phòng. Có thể hình cao 1m68 và nặng 59 kg, xuất thân từ bộ môn wushu, chuyển sang thi đấu ở bộ môn Sport Aerobic và bắt đầu tập luyện chung với đồng đội nữ (và sau đó trở thành bạn gái) Trần Thị Thu Hà từ tháng 4 năm 2006 dưới sự kèm cặp của huấn luyện viên người Bulgaria, cựu vô địch thế giới, Mariyan Kolev.
Chỉ sau 20 tháng tập luyện, bộ đôi đã bất ngờ giành được Huy chương Vàng bộ môn Sport Aerobic tại SEA Games 2007 tại Thái Lan ngay trong lần đầu tham dự.
Tại Cúp Thế giới diễn ra tháng 4 năm 2013 tại Nhật Bản, bộ đôi đã giành được Huy chương Bạc, chỉ sau đôi Trung Quốc. Ngoài ra, còn giành được Huy chương Đồng ở nội dung 3 người (cùng với Nguyễn Việt Anh).
Tại Đại hội Thể thao Thế giới (World Games) 2013 tạo Colombia, bộ đôi xếp thứ tư sau vòng loại và lọt vào thi đấu chung kết. Tại lượt thi đấu chung kết, cả bốn đội Pháp, Rumani, Tây Ban Nha và Việt Nam đều cùng số điểm 20,450, do đó ban tổ chức đã quyết định cho cả bốn đội đồng hạng Huy chương Vàng. Đây là chiếc Huy chương Vàng duy nhất của đoàn Việt Nam tại Đại hội này.